# Night of Champions (2013)
Cet article concerne l'édition 2013 du pay-per-view Night of Champions. Pour toutes les autres éditions, voir WWE Night of Champions.
L’édition 2013 de Night of Champions est une manifestation de catch (lutte professionnelle) télédiffusée et visible uniquement en paiement à la séance ainsi que gratuitement sur la chaîne de télévision française AB1. L'événement, produit par la WWE, a eu lieu le 15 septembre 2013 dans la salle omnisports Joe Louis Arena à Détroit, dans le Michigan. Il s'agit de la septième édition de Night of Champions, pay-per-view. Kofi Kingston est la vedette de l'affiche officielle,,.

## Contexte
Les spectacles de la WWE en paiement à la séance sont constitués de matchs aux résultats prédéterminés par les scénaristes de la WWE. Ces rencontres sont justifiées par des storylines — une rivalité avec un catcheur, la plupart du temps — ou par des qualifications survenues dans les émissions de la WWE telles que Raw, SmackDown, Superstars et Main Event. Tous les catcheurs possèdent une gimmick, c'est-à-dire qu'ils incarnent un personnage gentil ou méchant, qui évolue au fil des rencontres. Un pay-per-view comme Night of Champions est donc un événement tournant pour les différentes storylines en cours.

### Rivalité entre Randy Orton et Daniel Bryan pour le WWE Championship
Lors de SummerSlam, Daniel Bryan bat John Cena pour devenir le nouveau WWE Champion.Cependant Randy Orton (qui avait gagné le All Star Money In The Bank Ladder match qui lui permet un WWE Championship match quand il veut où il veut) arrive et regarde Daniel Bryan avant de faire mine de repartir. Triple H (qui était l'arbitre spécial du match John Cena contre Daniel Bryan) attaque Daniel Bryan en lui portant un Pedigree. Randy Orton décide donc d'encaisser sa mallette pour battre Daniel Bryan et devenir le nouveau WWE Champion. Lors du Raw du 19 août, Triple H explique qu'il a fait ça car il ne croit pas que Daniel Bryan pourrait être un bon champion de la WWE à la différence de Randy Orton. Après cela Daniel Bryan arrive pour tenter de parler mais le The Shield intervient et attaque Daniel Bryan avant de le faire monter sur le ring pour lui faire subir un RKO de Randy Orton. Lors du SmackDown du 23 août, Daniel Bryan demande un rematch à Randy Orton. Le soir même, Randy Orton refuse en lui disant qu'il devra attendre Night of Champions pour son match de championnat. Après le main-event entre Daniel Bryan et Wade Barrett dans un Steel Cage match. Randy Orton lui porte à nouveau un RKO.

### Rivalité entre Alberto Del Rio et Rob Van Dam pour le World Heavyweight Championship
Lors du Raw du 5 août Alberto Del Rio attaque son annonceur personnel Ricardo Rodriguez après avoir perdu contre Rob Van Dam car Ricardo avait placé un seau pour avantager son patron. Cependant le piège se retourne contre lui. Lors du Raw du 19 août Ricardo fait son retour et annonce qu'il accompagne désormais Rob Van Dam. Lors du Raw du 26 août Rob Van Dam bat Alberto Del Rio et obtient un match de championnat pour le World Heavyweight Championship à Night of Champions.

### Rivalité entre CM Punk et Curtis Axel & Paul Heyman
Lors du Smackdown du 23 août, après sa victoire contre Cody Rhodes, Curtis Axel challenge CM Punk pour un match à Raw. Lors du Raw du 26 août, CM Punk bat Curtis Axel et d'après le vote des fans Paul Heyman doit également affronter CM Punk, ce dernier est sévèrement attaqué par Curtis Axel et Paul Heyman. Plus tard dans la soirée CM Punk demande un match contre Paul Heyman, peu importe comment. Brad Maddox lui propose un Handicap match entre lui et Curtis Axel et Paul Heyman, de plus si ce dernier quitte le combat il sera renvoyé. CM Punk accepte les conditions.

### Rivalité entre AJ Lee, Natalya, Naomi et Brie Bella pour le Divas Championship
Le 26 août à Raw, après que Brie Bella ait battu Natalya, AJ Lee fait surface et délivre une promo, critiquant les actuelles Divas de la WWE. Avec l'émission Total Divas, qui donne accès à la vie personnelle de certaines des Divas, Lee ajouta qu'aucune d'entre elles n'est comparable à elle, que son succès est attribué à son travail acharné, comparativement à ses collègues. Le 2 septembre à Raw, Lee interféra au beau milieu d'un match opposant Natalya, Naomi et Brie Bella pour déterminer l'aspirante à son titre, elle finira par être malmenée physiquement par ces-dernières. Stephanie McMahon annonça plus tard un match Fatal Four Way pour Night of Champions entre les quatre femmes pour le Championnat des Divas.

### Rivalité entre The Prime Time Players, The Usos, Tons Of Funk, The Real Americans et 3MB
Le 10 septembre, le site officiel de la fédération, wwe.com, annonce que 5 équipes s'affronteront dans le pre-show de Night of Champions afin de déterminer les challengers no 1 aux titres par équipe. Ce match sera un Tag Turmoil match.

## Tableau des matches
| #        | Match                                                                                                | Stipulation                                                                                            | Durée |
| -------- | --- | --- | ----- |
| Pre-Show | The Prime Time Players def The Real Americans, The Usos,Tons of Funk et 3MB                          | Tag Team Turmoil Match pour devenir challengers no 1 aux WWE Tag Team Championship                     | 11:14 |
| 1        | Curtis Axel (c) (avec Paul Heyman) bat Kofi Kingston                                                 | Match simple pour le WWE Intercontinental Championship                                                 | 13:54 |
| 2        | AJ Lee (c) bat Natalya, Naomi, Brie Bella par soumission                                             | Fatal Four Way match pour le WWE Divas Championship                                                    | 5:34  |
| 3        | Rob Van Dam bat Alberto Del Rio (c) par disqualification                                             | Match simple pour le World Heavyweight Championship                                                    | 13:24 |
| 4        | The Miz bat Fandango (avec Summer Rae) par soumission                                                | Match simple                                                                                           | 7:49  |
| 5        | Curtis Axel & Paul Heyman battent CM Punk grâce à l'intervention de Ryback en faveur de Paul Heyman. | Match Handicap à élimination sans disqualifications (Si Heyman fuit le combat, il sera viré de la WWE) | 15:42 |
| 6        | Dean Ambrose (c) bat Dolph Ziggler                                                                   | Match simple pour le WWE United States Championship                                                    | 9:47  |
| 7        | The Shield (c) bat The Prime Time Players                                                            | Tag Team match pour le WWE Tag Team Championship                                                       | 7:27  |
| 8        | Daniel Bryan bat Randy Orton (c)                                                                     | Match simple pour le WWE Championship                                                                  | 17:33 |